# Nazionale femminile di rugby a 15 della Germania
La nazionale di rugby a 15 femminile della Germania (in tedesco Deutsche Rugby-Union-Nationalmannschaft der Frauen) è la selezione di rugby a 15 femminile che rappresenta la Germania in ambito internazionale.
Attiva dal 1989, fin dall'esordio opera sotto la giurisdizione di Deutscher Rugby-Verband.
Ha preso parte a due edizioni della Coppa del Mondo, nel 1998 e nel 2002, terminando rispettivamente al terzultimo e all'ultimo posto.
Partecipante altresì dal 1996 al campionato europeo femminile, vanta in tale competizione, quale miglior risultato, due terzi posti nel 2002 e nel 2018.
La nazionale è guidata da maggio 2018 da una coppia di commissari tecnici, Dirk Frase e Paul McGuigan.
Al 2 dicembre 2024 la squadra occupa la 21ª posizione del ranking World Rugby.

## Storia
Il rugby è praticato in Germania fin dalla fine del XIX secolo; nel dopoguerra l'attività maschile, che negli anni trenta aveva portato al Paese due titoli di vicecampione europeo, ebbe un drastico ridimensionamento a favore di altri sport.
Il rugby femminile iniziò a svilupparsi negli anni ottanta in ambito federale e nel 1988 nacque il campionato; un anno più tardi, il 14 ottobre 1989, vide la luce anche la nazionale, che debuttò a Berlino ancora formalmente con il nome di Germania Ovest, benché il processo di riunificazione tedesca fosse appena iniziato; avversario fu la ancora giovane Svezia che vinse 8-0.
Nei successivi 6 anni la squadra disputò solo ulteriori 7 incontri; la prima vittoria assoluta giunse nel 1993 contro il Kazakistan, cui fece seguito un anno più tardi la prima affermazione sulle svedesi per 12-0.
Nel 1995 fu la volta della Germania di tenere a battesimo una neonata squadra, quella del Portogallo, che a Heidelberg debuttò con una sconfitta per 0-50 che, singolarmente, è al 2018 l'unico test match disputato dal XV delle Lusitane.
Nel 1996 le tedesche disputarono il loro primo campionato europeo; il debutto assoluto in tale torneo avvenne a Madrid contro la squadra di casa della Spagna che vinse 53-0.
Nel prosieguo della competizione la Germania perse anche contro i Paesi Bassi e, nel girone di play-off per il terzo posto, fu sconfitta dall'Italia e di nuovo dalle olandesi, chiudendo al quinto e ultimo posto.
In occasione della prima Coppa del Mondo ufficialmente organizzata dall'IRFB nel 1998, la Germania ricevette l'invito a partecipare alla manifestazione iridata che si tenne nei Paesi Bassi.
Nella prima partita di torneo le tedesche incassarono un pesante 6-134 dalla Nuova Zelanda, al 2018 la loro peggiore sconfitta, e il 5-34 subìto dall'Italia le relegò ai play-off per le posizioni dalla nona a scendere.
L'unica vittoria nel torneo, contro la Svezia, fu utile per evitare lo spareggio per l'ultimo posto e la squadra terminò al quattordicesimo posto finale.
Nel 2002 fu terza alla Coppa delle Nazioni d'Europa e, nella successiva Coppa del Mondo in Spagna, fu ultima con quattro sconfitte su altrettanti incontri benché lo spareggio per il penultimo posto fu perso solo di misura contro i Paesi Bassi, 19-20.
Dopo due edizioni in seconda divisione europea, nel 2005 la Germania ospitò il campionato, che la vide soccombere in semifinale per 0-52 contro l'Italia e chiudere al quarto posto finale.
A fine anno, con le dimissioni da team manager di Sonya Eickert, complice anche la scarsità di fondi federali, di fatto la nazionale fu messa in disarmo; fu ripresa solo quasi due anni dopo e partecipò al Trofeo FIRA 2007 in Belgio, risultando terza nella Pool B del campionato.
Dopo un fallito tentativo di organizzare la Coppa del Mondo femminile 2010, poi assegnata all'Inghilterra, la federazione decise di puntare sulla rappresentativa a sette in vista del ritorno olimpico e dal 2010 la squadra non disputò più incontri.
Una selezione non ufficiale tedesca, chiamata G15, finanziata privatamente e sconosciuta ufficialmente alla federazione, scese in campo nel 2015 contro la Svizzera battendola 47-13; il buon risultato convinse la DRV a rimettere in campo la nazionale che, il 21 agosto 2016, a più di 6 anni dalla sua ultima partita (contro il Belgio), batté nuovamente le elvetiche, questa volta in forma ufficiale, per 36-0.
Il 2018 vide il ritorno della Germania in una competizione ufficiale, il campionato europeo, in cui la squadra eguagliò il terzo posto di sedici anni prima e guadagnò una posizione nel ranking femminile di World Rugby passando al diciannovesimo posto scavalcando la Russia.
Del maggio successivo è la nomina della coppia di commissari tecnici destinati a guidare la squadra nelle qualificazioni alla Coppa del Mondo 2021, Dirk Frase e il tedesco d'origine britannica Paul McGuigan.

## Colori e simboli
A differenza di altre nazionali sportive del Paese, per esempio quella di calcio, il colore prevalente sulle uniformi dei rugbisti tedeschi è il nero e non il bianco, il quale viene utilizzato generalmente per la seconda uniforme.
Sulle magliette campeggia lo stemma ufficiale della Repubblica, la Bundesadler (Aquila federale), un'aquila nera su sfondo giallo.
Lo sponsor tecnico della Deutscher Rugby-Verband è l'italiana Macron, azienda bolognese che al 2018 già fornisce i kit alle federazioni italiana e scozzese.
L'accordo, firmato nel febbraio 2018, ha validità quinquennale a partire dalla stagione 2018-19.
Per la prima stagione Macron ha disegnato due uniformi, l'una completamente nera e l'altra, di converso, bianca, che riportano sulla maglietta i colori della bandiera nazionale (sull'uniforme nera tale colore è sostituito dal grigio) sotto forma di strisce sottili longitudinali.

## Statistiche di squadra

### Incontri disputati
| Data             | Sede                  | Incontro                       | Note               |
| ---------------- | --------------------- | ------------------------------ | ------------------ |
| 14 ottobre 1989  | Berlino               | Germania Ovest — Svezia 0-8    | Test match         |
| 9 novembre 1991  | Trelleborg            | Svezia — Germania 20-6         | Test match         |
| 17 ottobre 1992  | Hannover              | Germania — Paesi Bassi 0-39    | Test match         |
| 10 ottobre 1993  | Delft                 | Paesi Bassi — Germania 53-0    | Test match         |
| 31 ottobre 1993  | Hannover              | Germania — Kazakistan 11-10    | Test match         |
| 19 novembre 1994 | Amburgo               | Germania — Svezia 12-0         | Test match         |
| 28 novembre 1994 | Hannover              | Germania — Kazakistan 3-15     | Test match         |
| 14 maggio 1995   | Heidelberg            | Germania — Portogallo 50-0     | Test match         |
| 10 aprile 1996   | Madrid                | Spagna — Germania 53-0         | Campionato europeo |
| 11 aprile 1996   | Madrid                | Paesi Bassi — Germania 29-11   | Campionato europeo |
| 13 aprile 1996   | Madrid                | Italia — Germania 39-0         | Campionato europeo |
| 24 agosto 1996   | Hannover              | Germania — Kazakistan 3-53     | Test match         |
| 2 aprile 1997    | Nizza                 | Francia — Germania 58-18       | Campionato europeo |
| 4 aprile 1997    | Nizza                 | Paesi Bassi — Germania 32-10   | Campionato europeo |
| 6 aprile 1997    | Nizza                 | Germania — Irlanda 0-16        | Campionato europeo |
| 31 agosto 1997   | Hürth                 | Germania — Inghilterra 0-84    | Test match         |
| 26 ottobre 1997  | Amsterdam             | Paesi Bassi — Germania 31-7    | Test match         |
| 9 novembre 1997  | Amburgo               | Germania — Irlanda 6-32        | Test match         |
| 2 maggio 1998    | Amsterdam             | Germania — Nuova Zelanda 6-134 | Coppa del Mondo    |
| 5 maggio 1998    | Amsterdam             | Germania — Italia 5-34         | Coppa del Mondo    |
| 9 maggio 1998    | Amsterdam             | Germania — Galles 12-55        | Coppa del Mondo    |
| 12 maggio 1998   | Amsterdam             | Germania — Svezia 20-18        | Coppa del Mondo    |
| 15 maggio 1998   | Amsterdam             | Paesi Bassi — Germania 67-3    | Coppa del Mondo    |
| 9 aprile 1999    | Hannover              | Germania — Paesi Bassi 12-19   | Test match         |
| 11 aprile 1999   | Hannover              | Germania — Kazakistan 6-34     | Test match         |
| 8 maggio 2000    | El Ejido              | Germania — Paesi Bassi 5-12    | Campionato europeo |
| 10 maggio 2000   | Roquetas de Mar       | Germania — Paesi Bassi 0-7     | Campionato europeo |
| 13 maggio 2000   | Roquetas de Mar       | Italia — Germania 27-5         | Campionato europeo |
| 12 agosto 2000   | Hannover              | Germania — Svezia 5-30         | Test match         |
| 7 maggio 2001    | Villeneuve-d'Ascq     | Germania — Svezia 13-15        | Campionato europeo |
| 9 maggio 2001    | Armentières           | Germania — Paesi Bassi 6-17    | Campionato europeo |
| 12 maggio 2001   | Armentières           | Belgio — Germania 0-67         | Campionato europeo |
| 20 marzo 2002    | San Donà di Piave     | Italia — Germania 16-0         | Campionato europeo |
| 23 marzo 2002    | Treviso               | Germania — Paesi Bassi 12-10   | Campionato europeo |
| 13 maggio 2002   | Cornellà de Llobregat | Germania — Nuova Zelanda 0-117 | Coppa del Mondo    |
| 17 maggio 2002   | Gerona                | Germania — Galles 0-77         | Coppa del Mondo    |

| Data              | Sede                      | Incontro                     | Note               |
| ----------------- | ------------------------- | ---------------------------- | ------------------ |
| 20 maggio 2002    | Girona                    | Germania — Irlanda 0-18      | Coppa del Mondo    |
| 24 maggio 2002    | Saragozza                 | Germania — Paesi Bassi 19-20 | Coppa del Mondo    |
| 8 maggio 2003     | Amsterdam                 | Germania — Norvegia 75-0     | Campionato europeo |
| 11 maggio 2003    | Amsterdam                 | Paesi Bassi — Germania 19-12 | Campionato europeo |
| 2 maggio 2004     | Grenade                   | Germania — Norvegia 67-0     | Campionato europeo |
| 5 maggio 2004     | Villefranche-de-Lauragais | Danimarca — Germania 0-47    | Campionato europeo |
| 8 maggio 2004     | Tolosa                    | Germania — Paesi Bassi 0-30  | Campionato europeo |
| 7 aprile 2005     | Amburgo                   | Germania — Italia 0-52       | Campionato europeo |
| 9 aprile 2005     | Amburgo                   | Germania — Svezia 5-17       | Campionato europeo |
| 12 aprile 2007    | Bruxelles                 | Germania — Norvegia 48-0     | Campionato europeo |
| 13 aprile 2007    | Liegi                     | Germania — Finlandia 32-0    | Campionato europeo |
| 15 aprile 2007    | Bruxelles                 | Germania — Romania 15-0      | Campionato europeo |
| 28 ottobre 2007   | Heidelberg                | Germania — Lussemburgo 37-0  | Test match         |
| 16 marzo 2008     | Aquisgrana                | Germania — Paesi Bassi 0-43  | Test match         |
| 20 aprile 2008    | Valkenswaard              | Paesi Bassi — Germania 50-10 | Test match         |
| 19 maggio 2008    | Castricum                 | Belgio — Germania 0-5        | Campionato europeo |
| 21 maggio 2008    | Utrechtse Heuvelrug       | Finlandia — Germania 3-39    | Campionato europeo |
| 23 maggio 2008    | Amsterdam                 | Belgio — Germania 15-19      | Campionato europeo |
| 2 novembre 2008   | Hannover                  | Germania — Svezia 12-5       | Test match         |
| 17 maggio 2009    | Stoccolma                 | Germania — Spagna 0-74       | Campionato europeo |
| 20 maggio 2009    | Enköping                  | Germania — Italia 0-47       | Campionato europeo |
| 23 maggio 2009    | Stoccolma                 | Svezia — Germania 38-6       | Campionato europeo |
| 18 aprile 2010    | Maastricht                | Paesi Bassi — Germania 83-0  | Test match         |
| 8 maggio 2010     | Sélestat                  | Germania — Italia 0-43       | Campionato europeo |
| 10 maggio 2010    | Colmar                    | Germania — Svezia 0-29       | Campionato europeo |
| 12 maggio 2010    | Haguenau                  | Germania — Russia 14-12      | Campionato europeo |
| 15 maggio 2010    | Strasburgo                | Belgio — Germania 5-5        | Campionato europeo |
| 21 agosto 2016    | Heidelberg                | Germania — Svizzera 36-0     | Test match         |
| 10 settembre 2017 | Costanza                  | Germania — Svizzera 29-0     | Test match         |
| 27 febbraio 2018  | Bruxelles                 | Spagna — Germania 44-0       | Campionato europeo |
| 2 marzo 2018      | Bruxelles                 | Germania — Belgio 24-5       | Campionato europeo |
| 9 marzo 2019      | Amsterdam                 | Paesi Bassi — Germania 46-17 | Campionato europeo |
| 4 maggio 2019     | Bonn                      | Germania — Russia 5-20       | Campionato europeo |

### Riepilogo per avversario
| Avversario      | Primo incontro  | G  | V  | N | P  | PF  | PS    | % V/G |
| --------------- | --------------- | -- | -- | - | -- | --- | ----- | ----- |
| Belgio          | 2001            | 5  | 4  | 1 | 0  | 120 | 25    | 80    |
| Danimarca       | 2004            | 1  | 1  | 0 | 0  | 47  | 0     | 100   |
| Finlandia       | 2007            | 2  | 2  | 0 | 0  | 71  | 3     | 100   |
| Francia         | 1997            | 1  | 0  | 0 | 1  | 18  | 58    | 0     |
| Galles          | 1998            | 2  | 0  | 0 | 2  | 12  | 132   | 0     |
| Inghilterra     | 1997            | 1  | 0  | 0 | 1  | 0   | 84    | 0     |
| Irlanda         | 1997            | 3  | 0  | 0 | 3  | 6   | 66    | 0     |
| Italia          | 1996            | 7  | 0  | 0 | 7  | 10  | 258   | 0     |
| Kazakistan      | 1993            | 4  | 1  | 0 | 3  | 23  | 112   | 25    |
| Lussemburgo     | 2007            | 1  | 1  | 0 | 0  | 37  | 0     | 100   |
| Norvegia        | 2003            | 3  | 3  | 0 | 0  | 190 | 0     | 100   |
| Nuova Zelanda   | 1998            | 2  | 0  | 0 | 2  | 6   | 251   | 0     |
| Paesi Bassi     | 1992            | 17 | 1  | 0 | 16 | 107 | 561   | 5,88  |
| Portogallo      | 1995            | 1  | 1  | 0 | 0  | 50  | 0     | 100   |
| Romania         | 2007            | 1  | 1  | 0 | 0  | 15  | 0     | 100   |
| Russia          | 2010            | 2  | 1  | 0 | 1  | 19  | 32    | 50    |
| Spagna          | 1996            | 3  | 0  | 0 | 3  | 0   | 171   | 0     |
| Svezia          | 1989            | 10 | 3  | 0 | 7  | 79  | 180   | 30    |
| Svizzera        | 2016            | 2  | 2  | 0 | 0  | 65  | 0     | 100   |
| Totale generale | Totale generale | 68 | 21 | 1 | 46 | 875 | 1 933 | 30,9  |

### Confronti in Coppa del Mondo
| Avversario      | Primo incontro  | G | V | N | P | PF | PS  | % V/G |
| --------------- | --------------- | - | - | - | - | -- | --- | ----- |
| Galles          | 1998            | 2 | 0 | 0 | 2 | 12 | 132 | 0     |
| Irlanda         | 2002            | 1 | 0 | 0 | 1 | 0  | 18  | 0     |
| Italia          | 1998            | 1 | 0 | 0 | 1 | 5  | 34  | 0     |
| Nuova Zelanda   | 1998            | 2 | 0 | 0 | 2 | 6  | 251 | 0     |
| Paesi Bassi     | 1998            | 2 | 0 | 0 | 2 | 22 | 87  | 0     |
| Svezia          | 1998            | 1 | 1 | 0 | 0 | 20 | 18  | 100   |
| Totale generale | Totale generale | 9 | 1 | 0 | 8 | 65 | 540 | 11,1  |